# Agrochola nigridens
Agrochola nigridens là một loài bướm đêm trong họ Noctuidae.